# Манус (остров)
Манус (на английски: Manus) е остров, част от провинция Манус в северната част на Папуа Нова Гвинея, който е най-големият от Адмиралтейските острови. Това е петият най-голям остров на Папуа Нова Гвинея. Има площ от 1940 km2, с дължина 100 km и ширина около 30 km. Към 2000 г. има население от 32 713 души. На острова се намира седалището на провинция Манус, град Лоренгау (5829 жители). Летище Момоте, което е вратата към провинцията, се намира на близкия остров Лос Негрос. Мост свързва Лос Негрос с остров Манус и провинциалната столица Лоренгау. Освен местните жители, на острова са изпращани бежанци от Австралия между 2001 г. и 2004 г. и от 2012 г.
Остров Манус е покрит с гъсти джунгли, които грубо могат да се определят като равнинни екваториални гори. Най-високата точка на острова е връх Дремсел, 718 m над морското равнище в централната част на южното крайбрежие. Произходът на острова е вулканичен и вероятно той се е издигнал над морската повърхност към края на миоцена, преди около 8 – 10 милиона години. Скалите на острова са или с вулканичен произход, или образувани от издигнат коралов варовик.
Островът е дом на зеления дървесен охлюв от остров Манус, чиито черупки са търсени и продавани като бижута. Това продължава и до днес, макар и в по-малък мащаб, тъй като охлювът е вече застрашен вид, а продажбата му в много страни е незаконна.
Икономиката на острова се крепи на селското стопанство и риболова. Произвеждат се главно копра, какао, кафе и други селскостопански продукти, които като цяло се изнасят.

## История
Първото посещение на европейци на острова е осъществено от испанския мореплавател Алваро де Сааведра на борда на карака „Флорида“. Той се опитва да се върне от Молукските острови в Нова Испания през лятото на 1528 г. Сааведра прави обиколка на Манус и слиза вероятно на островчето Мурай в югозападната му част. Оказва се, че Мурай е населен и някои от местните жители излизат с канута, нападайки го с лъкове. Трима от тези мъже са заловени от испанците и са върнати на същия остров по време на втория му опит да стигне до Северна Америка на следващата година.
През Втората световна война на остров Манус е създаден наблюдателен пункт, с части от 1-ва независима рота на австралийските въоръжение сили, която също предоставя медицинска помощ на местното население. На 25 януари 1942 г. Манус е бомбардиран от японците, като основна цел е радио мачтата на австралийците. На 8 април 1942 г. японски части, включващи лекия крайцер „Тацута“, разрушителя „Муцуки“ и транспортния кораб „Мишима Мару“, навлизат във водите близо до Лоренгау и няколкостотин японски войници слизат на брега на австралийския остров. Австралийците са многократно превъзхождани числено и се изтеглят назад в джунглата. По-късно през 1942 г. японците установяват военна база на острова. Тя е нападната от Съюзниците през февруари-март 1944 г. Съюзниците също установяват своя военноморска база на острова. През 1950 – 1951 г. правителството на Австралия провежда последните съдебни процеси срещу японските военни престъпници на острова.
Американската антроположка Маргарет Мид живее на остров Манус след войната, където описва местния живот в две книги. След като Папуа Нова Гвинея обявява независимост през 1975 г., суверенитетът на Адмиралтейските острови е прехвърлен от Австралия на новообявената държава.
Въпреки това, Австралия установява център за задържане на имигранти на острова през 2001 г. Това е придружавано от противоречия, особено след като през 2015 г. правителството на Австралия прави докладването на злоупотреби в центровете за задържане незаконно. Това води до гражданско неподчинение от страна на служителите им. На 26 април 2016 г. Върховният съд на Папуа Нова Гвинея отсъжда, че задържането на имигранти на остров Манус е незаконно. Министър-председателят на страната, Питър О'Нийл, заявява, че центърът ще бъде затворен. Центърът официално затваря на 31 октомври 2017 г. Въпреки това, няколкостотин души отказват да го напускат, което принуждава полицията на Папуа Нова Гвинея да ги изкара насила.
На 20 септември 2018 г. се появяват новини, че Австралия и Папуа Нова Гвинея обсъждат възможността за предоставяне на пристанищните съоръжения на остров Манус на военноморските сили на Австралия и САЩ. Двата страни правят планове да разширят военноморската база в Ломбрум.